# 斉藤肇
斉藤 肇（さいとう はじめ、1973年7月22日 - ）は、静岡県富士宮市出身の元プロ野球選手（投手、右投左打）・野球指導者。

## 来歴・人物
富士宮市の星陵高では2年夏に県大会ベスト8、通算44試合で407奪三振。1991年のプロ野球ドラフト会議で横浜大洋ホエールズと広島東洋カープから4位指名を受け、抽選により横浜に入団。
早くからファームでは先発として投げていたが、安定した成績が残せずその後は中継ぎでの登板が増え、9年間で227試合に登板したが、一軍での登板はないまま2000年オフに戦力外通告を受け退団。二軍における227試合登板は、金剛弘樹（中日）の282試合登板に次ぐ2位記録である。また227試合はイースタン・リーグの1位記録であり、一軍登板経験がない投手として1位記録でもある。
2001年に台湾・兄弟エレファンツへ入団。2002年に日本に帰国して、社会人野球の日立製作所に入団しチームのエースとして活躍。その後若手の台頭もあり、2005年シーズン限りで現役を引退。2006年から2007年まで同チームの投手コーチを務めた。
2008年から古巣横浜に復帰し、打撃投手やスコアラーを13年間務めた。
2021年2月に学生野球の指導資格を回復し、4月より母校の星陵高等学校の職員として採用され、野球部のコーチに就任。

## 詳細情報

### NPB投手記録
- 一軍公式戦出場なし

### 年度別投手成績
| 年 度     | 球 団     | 登 板 | 先 発 | 完 投 | 完 封 | 無 四 球 | 勝 利 | 敗 戦 | セ 丨 ブ | ホ 丨 ル ド | 勝 率 | 打 者 | 投 球 回 | 被 安 打 | 被 本 塁 打 | 与 四 球 | 敬 遠 | 与 死 球 | 奪 三 振 | 暴 投 | ボ 丨 ク | 失 点 | 自 責 点 | 防 御 率 | W H I P |
| --------- | --------- | ----- | ----- | ----- | ----- | -------- | ----- | ----- | -------- | ----------- | ----- | ----- | -------- | -------- | ----------- | -------- | ----- | -------- | -------- | ----- | -------- | ----- | -------- | -------- | ------- |
| 2001      | 兄弟      | 28    | 21    | 4     | 0     | 1        | 7     | 8     | 3        | --          | .467  | 587   | 137.2    | 136      | 9           | 56       | 1     | 4        | 96       | 18    | 0        | 70    | 59       | 3.86     | 1.39    |
| CPBL：1年 | CPBL：1年 | 28    | 21    | 4     | 0     | 1        | 7     | 8     | 3        | --          | .467  | 587   | 137.2    | 136      | 9           | 56       | 1     | 4        | 96       | 18    | 0        | 70    | 59       | 3.86     | 1.39    |

### 表彰
CPBL
- 月間MVP：1回（2001年7月）

### 背番号
- 54 （1992年 - 2001年）